# Pokolj u Prijedoru
Pokolj u Prijedoru odnosi se na niz ubojstava i ratnih zločina, te etničko čišćenje od oko 5000 nesrpskih stanovnika koje su počinili JNA i srpska paravojska u okolici i u samom Prijedoru 1992. tijekom rata u Bosni i Hercegovini. Po masovnosti, to je drugi najveći masakr u ratu u Bosni, nakon genocida u Srebrenici.
Istraživačko dokumentacijski centar (IDC) navodi da je u razdoblju od 1991. do 1995. u izravnim vojnim akcijama ubijeno ili nestalo 5209 građana Prijedora, od toga 4093 Bošnjaka, 898 Srba te 182 Hrvata.

## Kronologija
Prema posljednje popisu stanovništva u SFRJ iz 1991. godine, općina Prijedor je imala 112 543 stanovnika, od čega su Bošnjaci činili 43.9 %, Srbi 42.3 % a Hrvati 6.6 % stanovništva.
Kako je 1991. započeo konačan raspad SFRJ, odnosi Srba, Bošnjaka i Hrvata su se pogoršali diljem Bosne, pa i u Prijedoru. Tijekom ljeta 1991., teško naoružana brigada Pančevo je iz Srbije stigla u Prijedor. Navodni povod bio je rat u Hrvatskoj. Brojni tenkovi iz Banje Luke prošli su kroz Prijedor na svojem putu prema Kostajnici, Petrinji i Karlovcu. Razni rezervisti smijestili su se u obližnjem hotelu, što je počelo izazivati nemir među građanima. Već krajem 1991. godine, počeo se odigravati plan RAM prema kojem je JNA, u suradnji sa SDS-om, trebala distribuirati oružje i vojnu opremu srpskim stanovnicima Prijedora i okolice, uglavnom tijekom noćnih sati. U kolovozu 1991, razotkrivena je vrpca razgovora između Slobodana Miloševića i generala Nikola Uzelaca, koji je vodio vojsku JNA u Banjoj Luci. Tijekom razgovora, Milošević je Uzelcu naredio davanje oružja na raspolaganje vođi Srpske demokratske stranke, Radovanu Karadžiću.
Bošnjaci i Hrvati su se počeli iseljavati iz Prijedora zbog porasta nesigurnosti i agresivnosti u općini usred sve veće srpske propagande: mediji su govorili da se Srbi moraju naoružati, istovremeno nazivajući Hrvate i Bošnjake "ustašama", "mudžahedinima" ili "Zelenim beretkama". Paravojska "Vukovi s Vučjaka" preuzeli su u kolovozu 1991. radio odašiljač s planine Kozara, čime su odsjekli vezu s TV Sarajevom. Zamijenjena je emisijama iz Beograda i Banje Luke u kojima su emitirani intervjui srpskih političara, a srpske nacionalističke pjesme, koje su donedavno bile zabranjene, sve češće su se puštale.
Dana, 7. siječnja 1992., srpski članovi mjesne skupštine Prijedor i predsjednici mjesnih odbora SDS-a proglasili su skupštinu srpskog naroda u općini Prijedor te proveli tajne upute izdate mjesec dana ranije. "Organizacija i aktivnost organa srpskog naroda u Bosni i Hercegovini u iznimnim okolnostima" pribavila je plan za SDS-ovo preuzimanje općina u BiH te za krizni stožer. Milomir Stakić je izabran za predsjednika skupštine. 17. siječnja skupština je odobrila pristupanje općine Prijedor SAO Bosanskoj Krajini kako bi se provelo stvaranje zasebne srpske države u Bosni.
Sredinom travnja, postavljenje su blokade na cestama Prijedora, što je otežalo putovanje. 23. travnja, SDS je odlučio da svi Srbi moraju početi zajedno raditi na preuzimanju općine u koordinaciji s JNA. Do kraja mjeseca, uspostavljene su tajne srpske policijske stanice a više od 1500 naoružanih Srba je bilo spremno za zauzimanje mjesta. Preuzimanje se naposljetku dogodilo u noći s 29. na 30. travnja, kada su u Prijedoru nasilno preuzete funkcije predsjednika i potpredsjenika općine, ravnatelja poštanskog ureda, načelnika policije, suda, banke, itd.
Međunarodni sud za ratne zločine počinjene na području bivše Jugoslavije (ICTY) je zaključio da je to samovoljno preuzimanje svih funkcija u Prijedoru bio nezakonit puč koji je planiran i koordiniran kroz dugo razdoblje kako bi se stvorila čista srpska općina.

## Napadi na civile
Nakon preuzimanja svih funkcija, pojačana je vojna prisutnost a srpska policija je postavila kontrolne točke po gradu. ICTY je zaključio da su mnogi Bošnjaci ubijeni tijekom napada srpske vojske na bošnjačka sela.
Deseci tisuća ljudi je protjerano iz regije, tako da je do 1997. prema procjenama Human Rights Watch-a ostalo još samo 600 Bošnjaka i 1405 Hrvata u Prijedoru. Hrvatski svećenik fra Tomislav Matanović je u rujnu 1995. "nestao". Katolička crkva i sve džamije u Prijedoru su razorene 1992.
U travnju 1994., službenici UN-a i Crvenog križa optužili su bosanske Srbe za ubijanje najmanje 19 civila (17 Bošnjaka i dva Hrvata) u tjedan dana u Prijedoru, u kako su opisali, "najgorem valu etničkog čišćenja zadnjih 18 mjeseci", sve sa svrhom strašenja nesrpskog stanovništva kako bi ono napustilo to područje. Napadači su bacali granate u kuće te potom ubijali i pljačakali ukućane. Prema procjeni, u proljeće 1992. između 40 i 60 Bošnjaka i Hrvata tjedno je napuštalo općinu Prijedor.
Prema izvještaju UN-a iz lipnja 1994., iz općine Prijedor protjerano je 52,811 Bošnjaka i Hrvata. Povjerenstvo je izračunalo da se između 1991. i 1993. broj Srba u općini povećao s 47,745 na 53,637 dok se broj Bošnjaka smanjio s 43,300 na 6,124, a broj Hrvata smanjio se za 3,131 dok se broj ostalih narodnosti smanjio sa 6,350 na 2,621. Taj čin je okarakteriziran kao zločin protiv čovječnosti.

### Propaganda
Radio Prijedor je započeo s emitiranjem vijesti koje, prema ICTY-u, se jedino mogu opisati kao "bezočne laži": Dr. Mirsad Mujadžić, bošnjački političar, je optužen da je "injekcijama davao droge srpskim ženama kako ne bi mogle rađati djecu" a Dr. Željko Sikora, Hrvat, je proglašen "Doktorom monstrumom" jer je "tjerao srpske žene na pobačaj". Nadalje, "Kozarski Vjesnik" je 10. lipnja 1992. objavio vijest da je dr. Osman Mahmuljin namjerno dao pogrešne lijekove svojem srpskom kolegi, dr. Živku Dukiću, koji je dobio srčani udar. Sve te vijesti imale su jedan cilj: potaknuti Srbe na linč protiv nesrpskog stanovništva. Prema ICTY-u, Mile Mutić, urednik Kozarskog Vjesnika, i novinar Rade Mutić, su redovno pohađali sastanka s predstavnicima SDS-a kako bi dobili upute o daljnim koracima širenja propagande i agitacije.
Gradonačelnik Radmilo Željaja je izdao ultimatum, pozivajući sve Bošnjake na predaju oružja srpskoj vojsci te da izjave "vjernost Republici Srpskoj", a naglašeno je da će svaki otpor biti kažnjen. Civilno stanovništvo je uglavnom poslušalo ultimatum i predalo lovačke puške i druga oružja, u nadi da će ih potom ostaviti na miru. Srpska vojska je išla od kuće do kuće i skupljala oružje.
Noel Malcolm je ovako opisao propagandu o tom okrugu:
"Pošto sam često putovao po Bosni, preko 15 godina, a ostajao sam u bošnjačkim, hrvatskim i srpskim selima, ne mogu vjerovati tvrdnji da je zemlja oduvijek bila obuzeta etničkom mržnjom. No nakon što sam gledao Radio-televiziju Beograd 1991. – 2., mogu razumjeti kako su obični bosanski Srbi počeli vjerovati da su bili pod prijetnjom od hordi Ustaša, fundamentalnih džihadista i čega sve ne. Kao što je to objasnio neovisni beogradski novinar Miloš Vasić za američku publiku, to bi bilo kao da su sve TV stanice u SAD-u preuzeli članovi Ku Klux Klana. 'Morate zamisliti SAD s malo TV stanicama izuzev onih kojima je glavni urednik David Duke. I vi bi imali rat unutar pet godina'."

### Označavanje nesrpskih kuća
Mnogi nesrpski stanovnici Prijedora dobili su otkaze. Srpske mjesne ovlasti, tj. krizni stožer Autonomne Regije Krajine izdale su 22. lipnja 1992. odluku prema kojoj sva poduzeća, tvrtke, državne institucije, komunalije, ministarstva i Vojska Republike Srpske mogu držati jedino osobe srpske nacionalnosti.
Radio je također obavijestio da sve nesrpske kuće moraju objesiti bijelu krpu iznad svojeg doma kao znak vjernosti srpskim vlastima. Charles McLeod, koji je posjetio općinu Prijedor u kolovozu 1992., potvrdio je da su sve bošnjačke kuće bile identificirane bijelom zastavom na krovu.
Prema svjedočenju Enesa Kapetanovića pred sudom BiH tijekom suđenja za zločine u logorima, nakon što su Srbi potpuno preuzeli Prijedor 1992., „svi nesrpski stanovnici su morali nositi bijele vrpce oko ruke ako su vjerni novoj vlasti. Svi su ih nosili, i djeca i odrasli.“

### Napad na Hambarine i Kozarac
Hambarine su bile malo selo u kojem su Bošnjaci činili većinu. 22. svibnja 1992., JNA je izdala ultimatum prema kojem su se napadači sela na JNA morali predati. Stanovnici su odbili, nakon čega je JNA započela s granatiranjem sela iz tri smjera. U napadu su sudjelovala dva ili tri tenka te oko tisuću vojnika. Granatiranje je trajalo tri sata, nakon čega su svi stanovnici napustili svoje domove. Zabilježeno je 400 izbjeglica, a vojnici su potom palili kuće i ubijali mještane.
Slična sudbina zadesila je i Kozarac, gdje su mještani htjeli zadržati kontrolu nad svojim gradom. Vodili su se pregovori oko predaje Kozarca srpskim ovlastima, no bez uspjeha. Nakon toga, grad je opkoljen a sve telefonske linije su odsječene. Napad je započeo 25. svibnja i završio za dva dana: vojni konvoj je otvorio vatru na kuće i kontrolne točke a istodobno je započelo granatiranje s brda. Oko 5000 vojnika je sudjelovalo u napadu. Nakon akcije, vojnici su strijeljali preostale stanovnike u njihovim kućama, dok su drugi pobjegli. Kuće su zapaljene ili sravnjene teškim topništvom. General potpukovnik Talić, zapovjednik Banjalučkog korpusa, obavješten je da je oko 800 ljudi ubijeno tijekom napada na Kozarac a 1200 zarobljeno. U jedinicama korpusa ubijena su četiri vojnika. Stanovnici koji su se predali su odvezeni u konvoju, no na cesti Prijedor-Banja Luka su žene odvojene i odvezene u logor Trnopolje a muškarci u logore Omarska i Keraterm.

### Masakr na Korićanskim stijenama
Masakr na Korićanskim stijenama je zločin nad više od 200 bošnjačkih civila iz Prijedora koji se dogodio 21. kolovoza 1992. godine kao dio kampanje etničkog čišćenja Bošnjaka i Hrvata od strane srpskih vlasti u Bosanskoj Krajini. Spomenutog dana je više od 200 Prijedorčana izdvojeno iz prognaničkog konvoja od strane srpskih policajaca na planini Vlašić na lokaciji Korićanskih stijena. Civilima je naređeno da stanu na rub provalije, a potom im je pucano u leđa. Nakon što su civili popadali u 100 metara duboku provaliju, policajci su nastavili bacati bombe i dodatno pucati kako nitko ne bi preživio. Ipak, nekoliko se spasilo ranijim bacanjem u provaliju, a oni su poslije svjedočili na Haaškom tribunalu na suđenjima ratnim zločincima. Na svaku obljetnicu masakra baca se 250 ruža u provaliju.

### Pokolj u Briševu
Brigade iz sastava "Banjalučkog korpusa Srpske vojske", prijedorska 5. kozarska brigada i sanskomošćanska 6. krajiška brigada, uz pomoć Srba iz susjednih sela su 24. i 25. srpnja napravile mješoviti napad topništvom, minobacačima i pješaštvo, a potom su ušle u hrvatska sela Briševo, Raljaš i Muštanica (kod Stare Rijeke). Srpski napadači ubili su 100-ak civila.

## Logori
Najviše stradanja stanovništva dogodilo se u logorima u okolici Prijedora. 1992., BBC je otkrio postojanje logora Omarska i zabilježio iskaze logoraša, koje je opisao kao "šokantne i nečovječne". EU je logore opisala kao "odurne i odvratne". U Omarskoj, nekadašnjem rudniku udaljenom 20 km od Prijedora, je držano između 4000 i 6000 zatvorenika, Bošnjaka i Hrvata. Tijekom ostanka u Omarskoj, ali i u Keratermu i Trnopolju, logoraši su premlaćivani i držani u neljudskim uvjetima. Zbog velikog pritiska međunarodne zajednice, logori su zatvoreni, no procjenjuje se da je stotine a možda čak i tisuće ljudi preminulo u njima.

## Komemoracija
Žene u crnom posjetile su Kozarac u općini Prijedor kako bi odale počast nedužnim žrtvama rata.

## Presude
Za zločine u Prijedoru, te u logorima Omarska, Keraterm i Trnopolje, pred pravosuđem ICTY-a na zatvorsku kaznu za ratne zločine u Haagu osuđeni su:
- Milomir Stakić - 40 godina
- Radoslav Brđanin - 32 godine
- Zoran Žigić - 25 godina
- Mlađo Radić - 20 godina
- Duško Tadić - 20 godina
- Duško Sikirica - 15 godina

Za zločine nad Hrvatima i Bošnjacima u općini Prijedor pred pravosuđem BiH na zatvorsku kaznu osuđene su sljedeće osobe:
- Drago Radaković - 20 godina
- Draško Krndija - 20 godina
- Željko Bulatović - 14 godina
- Siniša Teodorović - 12 godina
- Radoslav Knežević - 10 godina
- Zoran Gajić - 10 godina
- Ismet Žerić - 7 godina

Presuda Međunarodnog suda u slučaju Duška Tadića bila je sljedeća:
"Sudska komora je utvrdila da je SRJ, pošto je bila u izravnom oružanom sukobu s BiH kroz JNA, uspostavila Vojsku Republike Srpske, te ju vježbala, opremila i održavala. To je uspostavljeno 19. svibnja 1992. ostavljanjem u BiH dio JNA kako bi funkcionirao kao VRS, i to samo nekoliko dana nakon što je Vijeće sigurnosti pozvalo SRJ da se povuče iz BiH. Viši vojni časnici iz SRJ su bili članovi VRS-a. SRJ je plaćala plaće (i penzije nakon umirovljenja) časnicima VRS-a koji su se prebacili iz JNA. Sjedište VRS-a je imalo vezu sa sjedištem JNA ili VJ, kako se sada zove taj ogranak vojske. VRS je ostvarivala plan SRJ o etničkom čišćenju i komadanja teritorija BiH koji se trebao pripojiti SRJ kako bi se ostvario plan o Velikoj Srbiji...Optuženi je sudjelovao u oružanom sukobu koji je trajao od svibnja do prosinca 1992. u općini Prijedor. Jedno stanovište ovog sukoba bila je politika izvršavanja nečovječnih činova protiv nesrpskog stanovništva tog područja u pokušaju da se stvori Velika Srbija."

## Poveznice
- Pokolj u Doboju
- Masakri u Foči
- Logor Manjača
- Pokolj u Višegradu

## Vanjske poveznice
- Zločini u Prijedoru na YouTube